# Pacific National
A Pacific National é uma empresa de frete ferroviário australiana que transporta mercadorias a granel e frete em contêineres por toda a extensão da Austrália, incluindo carvão, aço, produtos agrícolas, materiais de construção, combustível, resíduos, produtos químicos e produtos refrigerados.
É também a principal operadora intermodal de frete e aço da Austrália, principal transportadora de exportações regionais do leste da Austrália, mercadorias a granel, grãos e produtos agrícolas, o maior transportadora de carvão em Nova Gales do Sul e o segunda maior em Queensland.